# Ghosts (album Rage)
Ghosts – album studyjny speed metalowego zespołu Rage, wydany w 1999 roku. Styl jest podobny do poprzedniego albumu "XIII", z tą różnicą, że zrezygnowano na nim z orkiestry symfonicznej i zastąpiono ją instrumentami elektronicznymi.

## Lista utworów
1. „Beginning Of The End” – 4:44
2. „Back In Time” – 4:20
3. „Ghosts” – 5:14
4. „Wash My Sins Away” – 4:08
5. „Fear” – 5:08
6. „Love And Fear Unite” – 3:37
7. „Vanished In Haze” – 5:01
8. „Spiritual Awakening” – 3:32
9. „Love After Death” – 4:13
10. „More Than A Lifetime” – 4:28
11. „Tomorrow's Yesterday” – 6:55

## Utwory dodatkowe
1. „End Of Eternity” –  (Bonus na europejskiej edycji Digipack'a)
2. „Six Feet Under Ground” –  (Bonus na japońskiej edycji Digipack'a)

## Twórcy
- Peter “Peavy” Wagner – śpiew, gitara basowa
- Spiros Efthimiadis – gitara
- Sven Fischer – gitara
- Chris Efthimiadis – perkusja